# Todo está aquí
«Todo Está Aquí» es una canción de la cantante y compositora mexicana Julieta Venegas incluida en su álbum Algo sucede (2015). Esta canción fue compuesta por Julieta Venegas, musicalizada por ella y Cachorro López. Fue lanzada como tercer sencillo vía una foto en Instagram, lanza «Tu Calor» siendo este el tercer sencillo, en meses posteriores confirma la salida del vídeo y reafirma que «Todo Esta Aquí» no será sencillo, si no una canción que merecía vídeo, dicho por Julieta. Se lanza el 27 de junio de 2016 como sencillo segundo promocional fecha de la salida del vídeo musical.

## Composición
La canción fue compuesta por Julieta Venegas, trata sobre vivir y no adelantarnos al momento, ella lo describe:
«Es una canción sobre no exigir más al presente de lo que es... si esta viviendo algo super bonito, en un momento no decir que va a pasar mañana, que va pasar pasado mañana o... dentro de un mes, simplemente decir aquí esta todo, hay que disfrutar esto...»

## Vídeo musical
El vídeo fue filmado en diciembre de 2015 en la ciudad de Buenos Aires, Argentina y quedó bajo la dirección de Oscar Fernández Roho & Juan Pablo González Cabrera. Se dieron a conocer imaginas de la filmación vía Instagram oficiales de Oscar Roho y Julieta siendo la primera el 23 de diciembre de 2015. La dirección de fotografía estuvo a cargo de Natalia Petri y el vestuario por Sophie Etchegoyhen.
Cuenta con la participación de la actriz argentina Calu Rivero y Gabriel Tabi.
El 20 de junio se presentó el primer teaser en el Facebook oficial de Julieta, el segundo fue liberado un día antes del estreno. El vídeo fue lanzado el 27 de junio de 2016 vía VEVO y Youtube oficiales.